# Julissa
Julissa (Cidade do México, 8 de abril de 1944) é uma atriz mexicana.

## Carreira
Iniciou sua carreira no início da década de 1960, fazendo novelas pelo Telesistema Mexicano (atual Televisa).
Em 1964 debutou como protagonista da novela La vecindad.
Em 1965 protagonizou a primeira versão televisiva da novela La mentira, bem como no ano seguinte também protagonizou a primeira versão de Corazón salvaje. Em ambas as telenovelas, seu par protagonista foi Enrique Lizalde.

## Vida Pessoal
Ela é filha de Luis de Llano Palmer e da atriz Rita Macedo e irmã do produtor de novelas Luis de Llano Macedo. Ela se casou com o ator e músico Benny Ibarra, vocalista do grupo de rock "Los Yaki" com quem teve sucesso em meados da década de 1960, e foi pai de Benny Ibarra e Alejandro Ibarra. Com ele dirigiu a peça Vaselina em 1973. É sobrinha do cantor Enrique Guzmán.

## Filmografia

### Telenovelas

#### Como atriz
- Educando a Nina (2018) .... Madre de Saló
- Porque el amor manda (2012-2013) .... Susana Arriaga
- Esperanza del corazón (2011-2012) .... Greta Lascuráin Rivadeneyra
- Atrévete a soñar (2009-2010)  .... Cristina Jiménez
- Fuego en la sangre (2008) .... Raquel Uribe
- La fea más bella (2006-2007)  .... Teresa Mendiola
- Nuestras mejores canciones (2006) .... Marcela Andere de Méndez
- Velo de novia (2003)  .... Lía del Moral de Villaseñor
- Agujetas de color de rosa (1994)  .... Lola
- Tal como somos (1987) .... Eva
- Colorina (1980) .... Rita
- Verónica (1979) .... Verónica
- Cartas para una víctima (1978)
- Los bandidos del río frío (1976) .... Cecilia
- El manantial del milagro (1974) .... Matilde
- Hermanos Coraje (1972)  .... Clara Barros/Diana Lemos/Marcia
- Rosas para Verónica (1971) .... Verónica
- Velo de novia (1971) .... Andrea
- Yo sé que nunca (1970)
- Más allá de la muerte (1969)  .... Estela Ballesteros
- La frontera (1967)
- Corazón salvaje (1966)  .... Mónica Molnar
- La mentira (1965) .... Verónica
- Estrellas (1964)
- La vecindad (1964)
- La intrusa (1964)
- Premier Orfeon (1964)
- Doña Macabra (1963)
- Las momias de Guanajuato (1962)

#### Como Produtora
- Mienteme (2017-2018)
- La sombra del otro (1996)
- Dulce desafío (1988) - Primeira parte
- Tal como somos (1987-1988) - Assessora de produção
- La indomable  (1987)

### Cinema
- Rencor (2005) .... Gertrudis Alcocer
- El mago (2004) .... Raquel
- Amor que mata (1994)
- Violencia a sangre fría (1989)
- Más allá de la muerte (1986) .... Andrea/Laura
- Prohibido amar en Nueva York (1981)
- Piernas cruzadas (1984) .... Doña Prudencia
- Los dos carnales (1983)
- Los ojos de un niño (1982) .... Patricia
- Cosa fácil (1982) .... Elisa Belascoaran
- 41 el hombre perfecto (1982)
- Días de combate (1982) .... Elisa
- Aquel famoso Remington (1982)
- Prohibido amar en Nueva York (1981)
- D.F./Distrito Federal (1981)
- Oficio de tinieblas (1981)
- La pachanga (1981) .... Adela
- Amor libre (1979) .... Julia
- México de mis amores (1976)
- Las cautivas (1973) .... Lucía Gómez
- Victoria (1972) .... Victoria Rueda
- Tú, yo, nosotros (1972)
- Una mujer honesta (1972)
- Verano ardiente (1971) .... Marilu/Maria de la Luz Flores
- Isla de los muertos (1971) .... Anabella Vandenberg
- La mentira (1970) ... Verónica Castelo Blanco
- Paula (1969)
- Santa (1969) .... Santa
- Ensayo de una noche de bodas (1968)
- Despedida de casada (1968) .... Sonia Vargas
- Los adolescentes (1968)
- La cámara del terror (1968) .... Corinne Mandel
- House of Evil (1968) .... Lucy Durant
- El mundo loco de los jóvenes (1967)
- Los caifanes (1967) .... Paloma
- Qué hombre tan sin embargo (1967) .... Laura
- Si quiero (1967)
- Pedro Páramo (1967) .... Ana Rentería
- Me cansé de rogarle (1966)
- Tirando a gol (1966)
- Juego peligroso (1966) .... Claudia / Virginia
- Nosotros los jóvenes (1966) .... Carmen
- Una señora estupenda (1966) .... Mercedes
- Las dos Elenas (1965) .... Elena
- El dengue del amor (1965)
- Nacidos para cantar (1965)
- El pecador (1965) .... Lidia
- Diablos en el cielo (1965)
- El pueblo fantasma (1965)
- El robo al tren correo (1964)
- Los novios de mis hijas (1964) .... Maria
- En la mitad del mundo (1964)
- La edad de la violencia (1964)
- Juegos peligrosos (1964)
- La maldición de la Llorona (1963)
- Espiritismo (1962) (como Julisa Macedo) .... Rosario

## Prêmios e indicações

### TVyNovelas
| Ano  | Categoria         | Telenovela    | Resultado |
| ---- | ----------------- | ------------- | --------- |
| 1990 | Melhor telenovela | Dulce desafío | Indicado  |
| 1987 | Melhor telenovela | La indomable  | Indicado  |